# Christoph Graf Dönhoff
Christoph August Bernhard Graf Dönhoff (* 24. Juli 1906 in Friedrichstein, Ostpreußen; † 25. September 1992 auf Schloss Schönstein) war ein deutscher Verbandsvertreter.

## Biografie
Dönhoff war eines von acht Kindern des Landhofmeisters August Graf Dönhoff (1845–1920) und der Maria von Lepel (1869–1940). Er wuchs auf dem Familienbesitz Schloss Friedrichstein auf. Die Journalistin Marion Gräfin Dönhoff war seine jüngere Schwester.
Dönhoff besuchte das Wilhelms-Gymnasium in Königsberg und absolvierte 1922 sein Abitur. Er studierte Rechtswissenschaften an der Universität Bonn und an der Albertus-Universität Königsberg und machte 1928 das Referendarexamen. Seit 1924 war er Mitglied des Corps Borussia Bonn. Er wurde 1929 bei Herbert Kraus an der Georg-August-Universität Göttingen zum Dr. jur. promoviert.
Von 1929 bis 1939 hielt er sich in Südafrika und Britisch-Ostafrika (Kenia) auf. Er war Befürworter der Apartheid.

Zum 1. August 1935 trat er der NSDAP bei (Mitgliedsnummer 2.595.147). Als überzeugter Nationalsozialist war er ab 1940 in Berlin bei der Auslandsorganisation der NSDAP beschäftigt.
Nach der deutschen Eroberung Frankreichs wurde Dönhoff 1942 Leiter des Rechtsamts der NSDAP-Auslandsorganisation in Paris. Er war für die Rückführung deutscher Staatsangehöriger in das Großdeutsche Reich zuständig und arbeitete der Gestapo zu. Dönhoff wurde 1944 als Soldat zur Waffen-SS eingezogen. Er bewohnte bis 1944 den Familienbesitz Schloss Quittainen in Ostpreußen. Ende März 1945 wurde er auf Veranlassung des SS-Brigadeführer Walter Schellenberg als Offizier des Sicherheitsdienstes (SD) der NSdAP, getarnt als Vizekonsul nach Zürich in die Schweiz versetzt, um Möglichkeiten für einen Sonderfrieden mit des Westmächten zu erkunden.
Nach Kriegsende und Kriegsgefangenschaft lebte er bis 1961 zeitweise in Südafrika. Er schrieb als freier Journalist Artikel in der Wochenzeitung Die Zeit, in der seine Schwester leitende Redakteurin und Herausgeberin wurde. Er war Präsident der 1965 wiedergegründeten Deutsch-Südafrikanischen Gesellschaft (DSAG) und Publizist der Afrikapost und unterstützte die Apartheid-Politik. Er war in Deutschland Lobbyist der 1959 gegründeten South Africa Foundation (SAF), einem Interessenverband führender südafrikanischer Unternehmen.
Dönhoff war Lehrbeauftragter für Internationalen Naturschutz an der Universität Hamburg und war Mitglied im Präsidium des Deutschen Naturschutzrings. Von 1966 bis 1973 arbeitete er als Kammerdirektor der Fürstlich Hatzfeldtschen Verwaltung.

## Schriften (Auswahl)

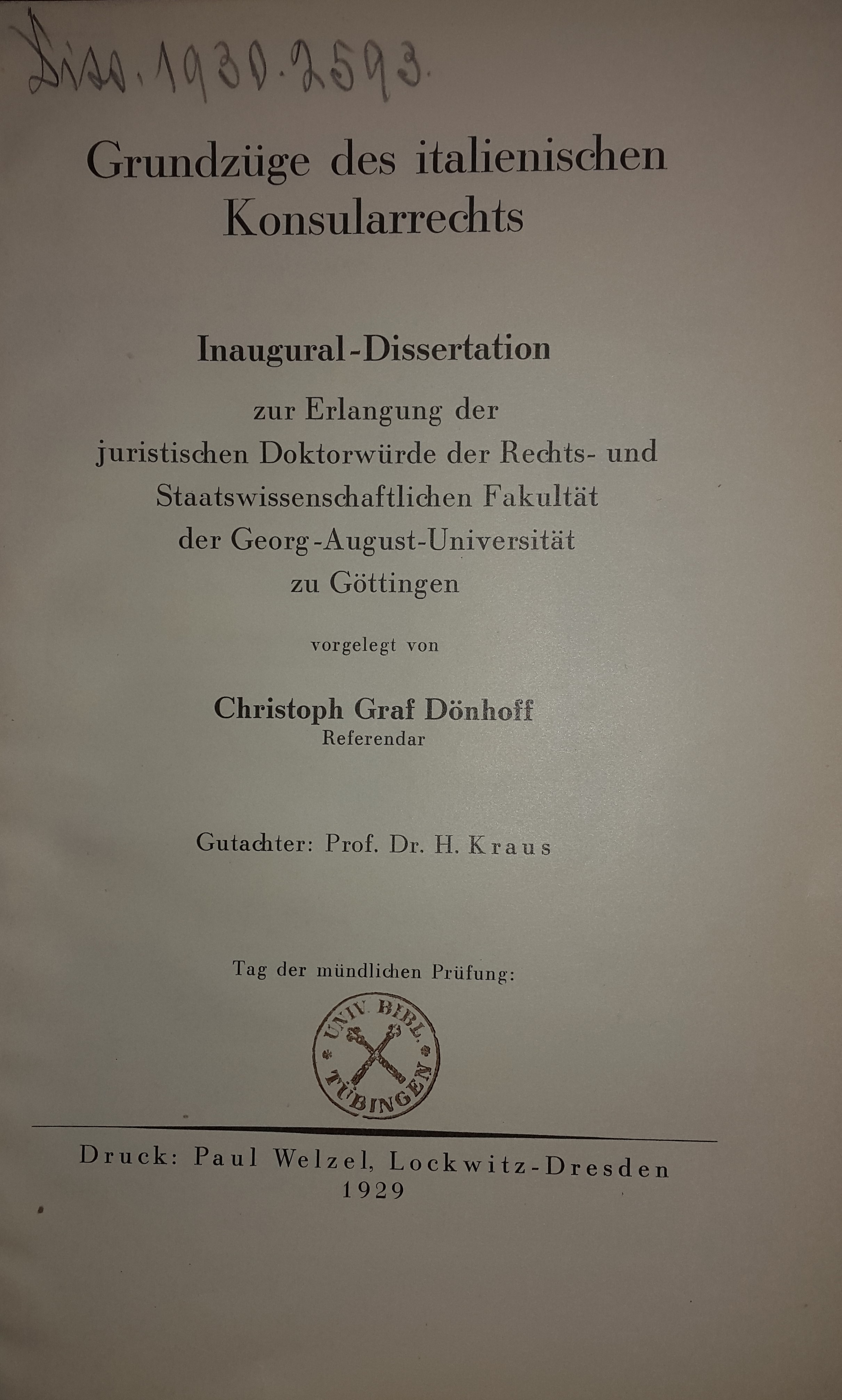
Dissertation

- Grundzüge des italienischen Konsularrechts. Lockwitz-Dresden, 1929 Göttingen, R.- u. staatswiss. Diss., 1929
- Graf Christoph Dönhoff, Karl Johannssen: Jagd und Naturschutz in Afrika. Reichsinstitut für ausländische und koloniale Forstwirtschaft. Afrika. Handbuch der praktischen Kolonialwissenschaften. Band VII, 2 (1941 angekündigt)
- Der Schwarz-Weiß-Konflikt in Afrika : Gedanken zu dem gleichnamigen Buch von Prof. Dr. F. Ansprenger. In: Afrika-Post, Heft 2–5, 1972